# Юдін Андрій В'ячеславович
Юдін Андрій В'ячеславович (рос. Ю́дин Андре́й Вячесла́вович; нар. 2 квітня 1962, Армавір, Краснодарський край, РРФСР, СРСР) — російський воєначальник. Командувач Військово-повітряними силами — заступник головнокомандувача Повітряно-космічними силами Російської Федерації (1 серпня 2015 — 2019), заступник головнокомандувача Повітряно-космічними силами Російської Федерації з 2019 року. Генерал-полковник (2021).

## Біографія
Народився 2 квітня 1962 року у місті Армавір Краснодарського краю.
У 1983 році закінчив із відзнакою Армавірське вище військове авіаційне училище льотчиків.
Із 1983 по 1989 роки проходив службу льотчиком, старшим льотчиком, командиром ланки в Прибалтійському військовому окрузі.
У 1989 році переведений до Групи радянських військ у Німеччині на посаду командира ланки винищувального авіаційного полку. Із грудня 1989 року заступник командира ескадрильї Західної групи військ.
У 1996 році закінчив із золотою медаллю Військово-повітряну академію імені Ю. О. Гагаріна, а в 2010 році — з відзнакою військову академію Генерального штабу ЗС Росії.
Із 1996 по 2008 рік проходив службу командиром ескадрильї, заступником командира та командиром винищувального авіаційного полку, заступником командира і командиром винищувальної авіаційної дивізії протиповітряної оборони Далекосхідного військового округу.
Із 2008 року — «Заслужений військовий льотчик Російської Федерації», генерал-майор.
Із 2010 по 2011 рік — начальник управління бойової підготовки Військово-повітряних сил.
Із 14 лютого 2011 по 2012 рік — заступник командувача 3-м командуванням ВПС і ППО Східного військового округу.
Із травня 2012 по серпень 2015 року — командувач 4-м командуванням ВПС і ППО Південного військового округу.
Указом Президента Російської Федерації та наказом Міністра оборони РФ № 389 від 11 червня 2014 року Юдіну Андрію В'ячеславовичу присвоєно чергове військове звання «генерал-лейтенант».
1 серпня 2015 року генерал-лейтенант Андрій Юдін призначений заступником головнокомандувача ПКС Росії — командувачем Військово-повітряними силами Росії. У 2019 році призначений заступником головнокомандувача ПКС Росії.
Указом Президента Росії від 8 грудня 2021 року № 694 присвоєно військове звання генерал-полковника.
26 червня 2023 року після заколоту ПВК «Вагнер», Андрій Юдін, разом із Володимиром Алексєєвим і Сергієм Суровікіним були затримані.

## Санкції
15 березня 2019 року Канада ввела санкції проти Юдіна через «агресивні дії» Росії в Чорному морі та Керченській протоці, а також через анексію Криму.
19 жовтня 2022 року, через повномасштабне вторгнення Росії в Україну, внесений в санкційний список України.

## Сім'я
Одружений, має трьох дітей.

## Нагороди
- орден «За заслуги перед Вітчизною» IV ступеня з мечами;
- орден Жукова (Росія)
- орден «За військові заслуги» (10 грудня 2013 року)[10];
- орден «За службу Батьківщині у Збройних Силах СРСР» III ступеня;
- медаль «За відзнаку у військовій службі» II ступеня;
- медаль «70 років Збройних Сил СРСР»;
- медаль «За відзнаку у військовій службі» I, II і III ступеня;
- медаль «Стратегічне командно-штабне навчання „Кавказ 2012“»
- медаль «За участь у військовому параді в День Перемоги»;
- медаль «200 років Міністерству оборони»;
- медаль «За службу у Військово-повітряних силах»;
- медаль «100 років військово-повітряним силам»;
- медаль «За повернення Криму».